# Zygaena seitzi
Zygaena seitzi is een vlinder uit de familie van de bloeddrupjes (Zygaenidae). De wetenschappelijke naam van deze soort is voor het eerst voorgesteld door Hugo Reiss in een publicatie uit 1938.

## Verspreiding
De soort komt voor in het Zagrosgebergte in Iran. 

## Waardplanten
De rups leeft op Eryngium billardieri en Prangos ferulacea (Apiaceae).